# Bach (krater)
För andra betydelser, se Bach (olika betydelser).
Bach är en nedslagskrater på planeten Merkurius, med en diameter på ungefär 214 kilometer.
Den är uppkallad efter den tyske kompositören Johann Sebastian Bach.